# Музей Хант

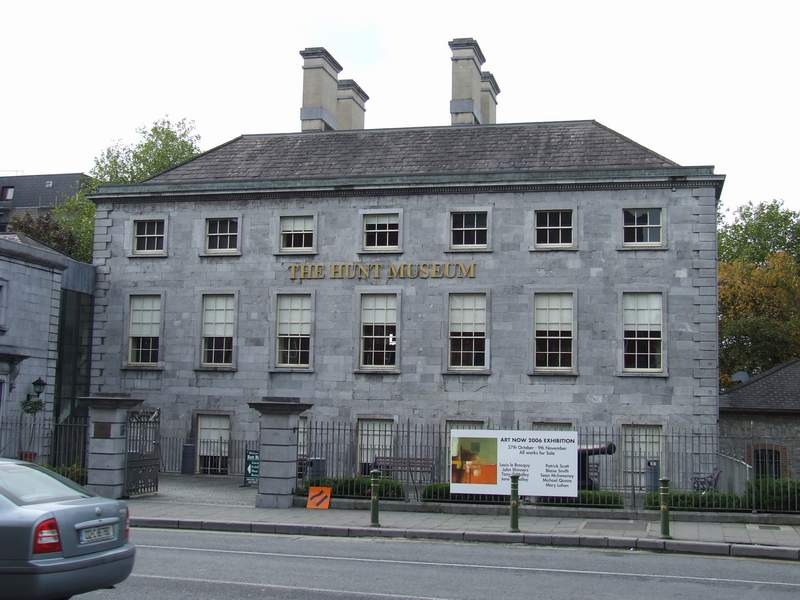
Здание музея

Музей Хант (англ. Hunt Museum) — расположен в городе Лимерик, Ирландия.
Музей с 1997 года располагается в историческом здании таможни, которое было построено в XVIII веке на берегу реки Шаннон. Основой экспозиций является личная коллекция старинных артефактов, предметов искусств и антиквариата, собранных Джоном и Гертрудой Хант. В музее хранится около 2000 экспонатов, связанных с Ирландией и Древним Египтом, а также эскиз одной из картин Пикассо, бронзовая фигура лошади, созданная Леонардо да Винчи, гравюра Поля Гогена и т. д.
В декабре 2003 года представители Центра Симона Визенталя обратились к президенту Ирландии Мэри Макэлис с заявлением о том, что в коллекции музея есть предметы, ранее входившие в списки разграбленного нацистами во время Второй мировой войны. Музей отрицает претензии центра, а Верховный суд в ходе нескольких расследований не нашёл подтверждений связи семьи Хант и нацистов.

## Коллекция
В Музее хранится около 2500 различных артефактов, как из Ирландии, так и из-за рубежа. Самые древние изделия относятся к каменному веку Ирландии и Древнего Египта. Часть коллекции также выставлена в соседнем Краггауновене в графстве Клэр чему также немало способствовали Джон и Гертруда Хант.

### Религиозные артефакты
Джон Хант чрезвычайно интересовался раннехристианским искусством и артефактами, поэтому в коллекции музея было много религиозных предметов от четок до статуй различных размеров, причем не только из Ирландии, но и со всей Европы. В музейной «сокровищнице» хранится огромное количество подобных предметов, и среди экспонатов в этой комнате есть прекрасный крест и чаша Артура. Кроме того, в коллекции были найдены значительные средневековые христианские предметы, такие как крест Антрима и распятие Гогенцоллерна.